# Bischoffen
Bischoffen est une municipalité allemande située dans l'arrondissement de Lahn-Dill et dans le land de la Hesse.

## Géographie

### Localisation

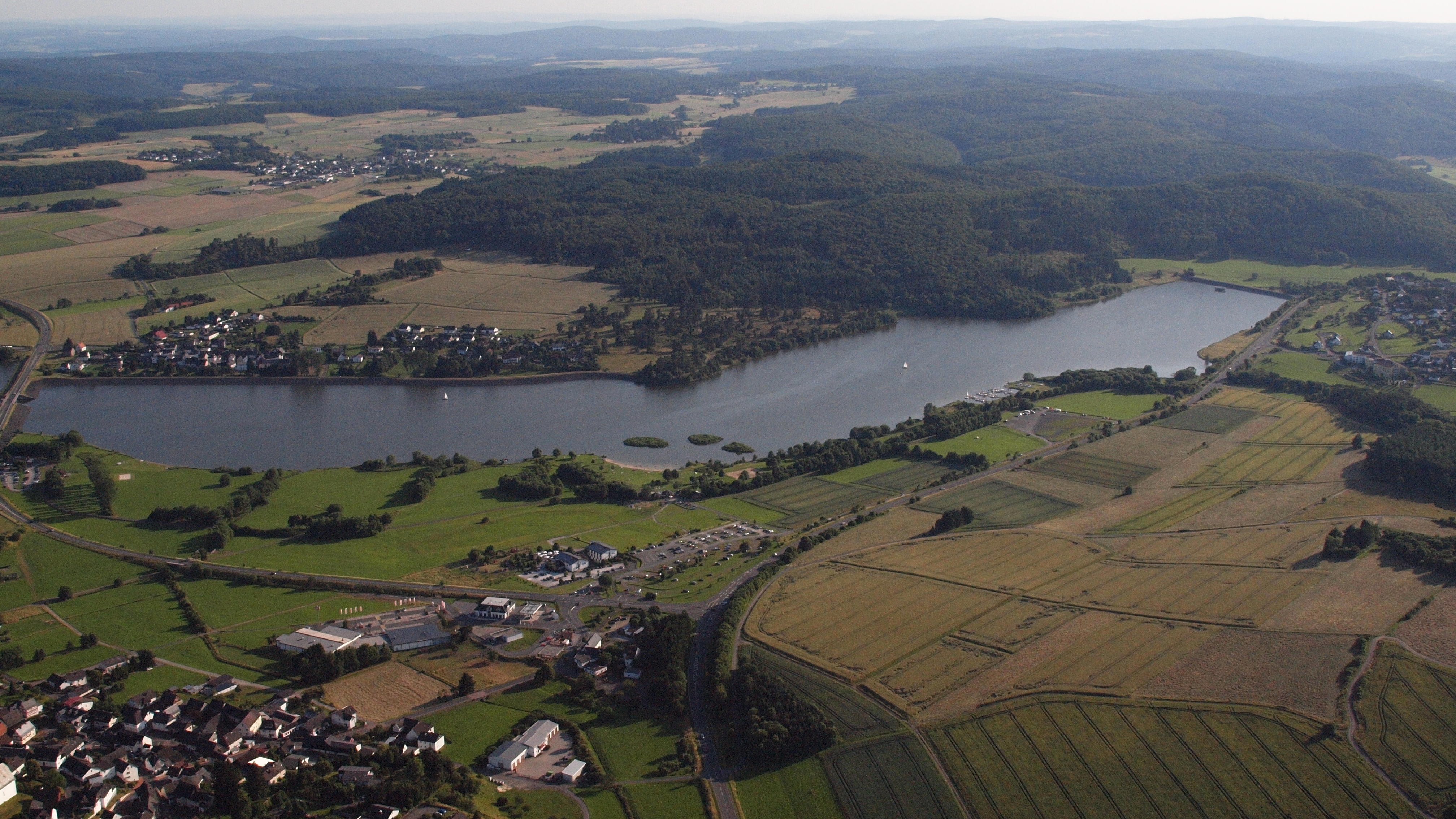
L'Aarstalperre.

Bischoffen est située dans le bassin de Niederweidbach sur l'Aartalsperre.
Un lac de 57 hectares, principalement utilisé pour à la lutte contre les inondations, sert pour des activités de loisirs. Il est alimenté par l'Aar, un affluent rive gauche du Dill.

### Communes voisines
Bischoffen est bordée au nord par la municipalité de Bad Endbach et par la ville de Gladenbach, à l'est par la municipalité de Lohra (toutes trois dans le district de Marburg-Biedenkopf, au sud-est par Biebertal, district de Giessen, au sud par la municipalité d'Hohenahr, au sud-ouest de la municipalité de Mittenaar et à l’ouest par la municipalité de Siegbach (les trois dans le district de Lahn-Dill).

### Administration
La municipalité de Bischoffen comprend les quartiers de Bischoffen, Niederweidbach (siège de l'administration municipale), Oberweidbach, Rossbach et Wilsbach.

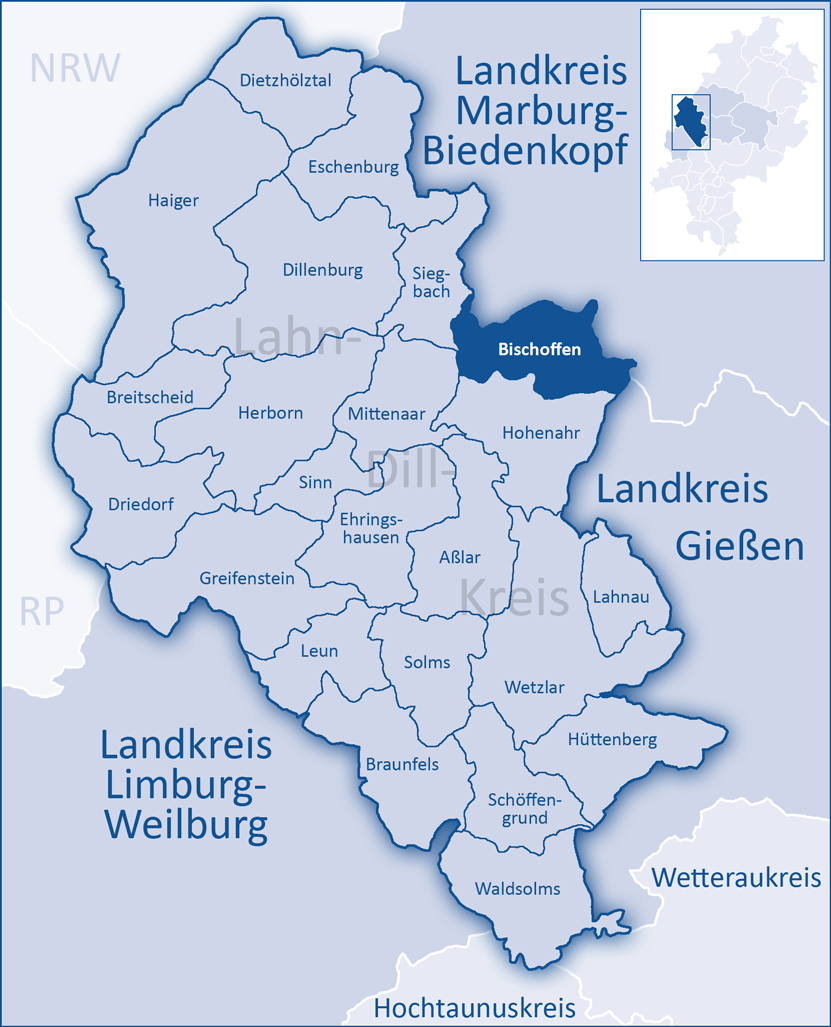
Bischoffen dans son district.

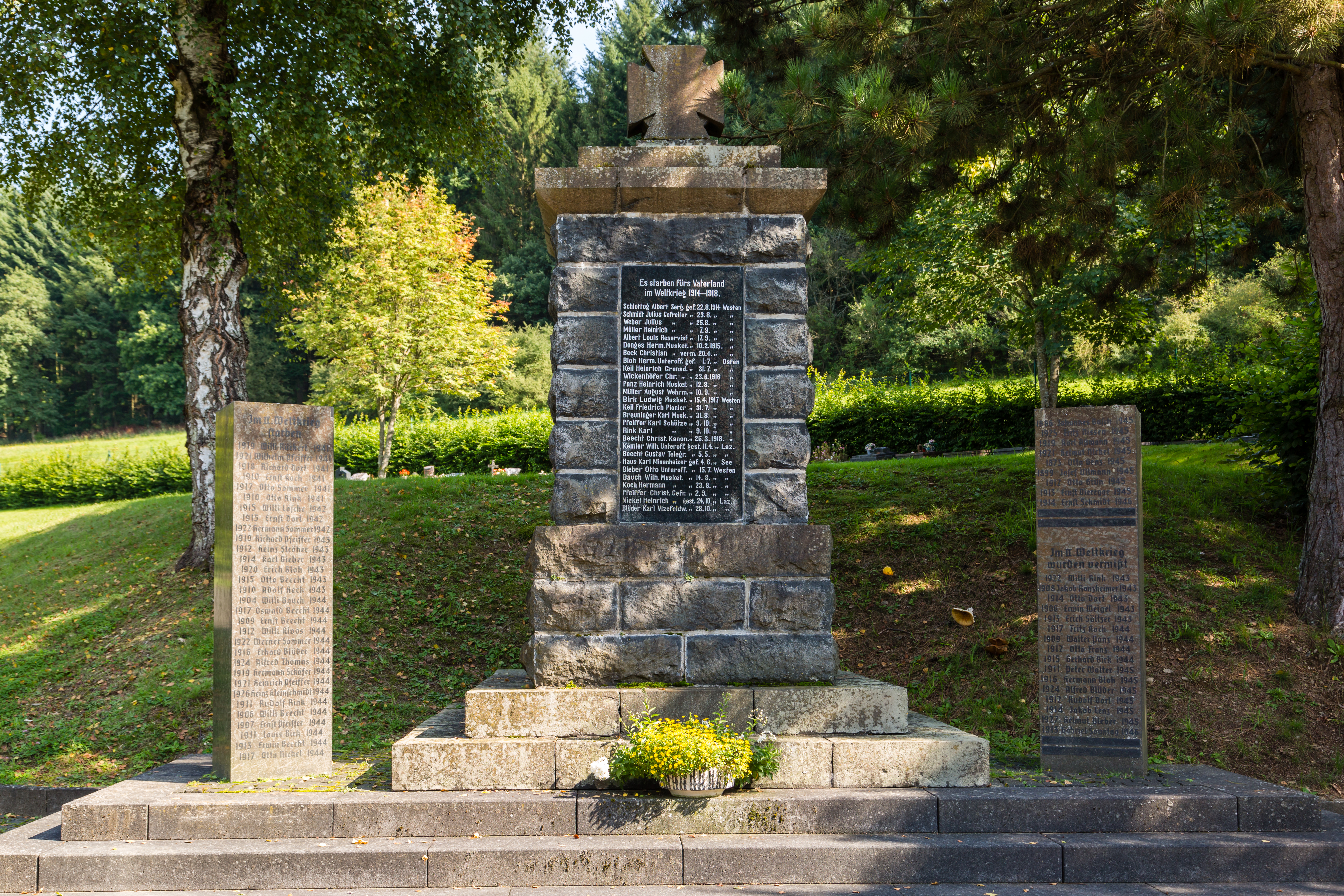
Mémorial.
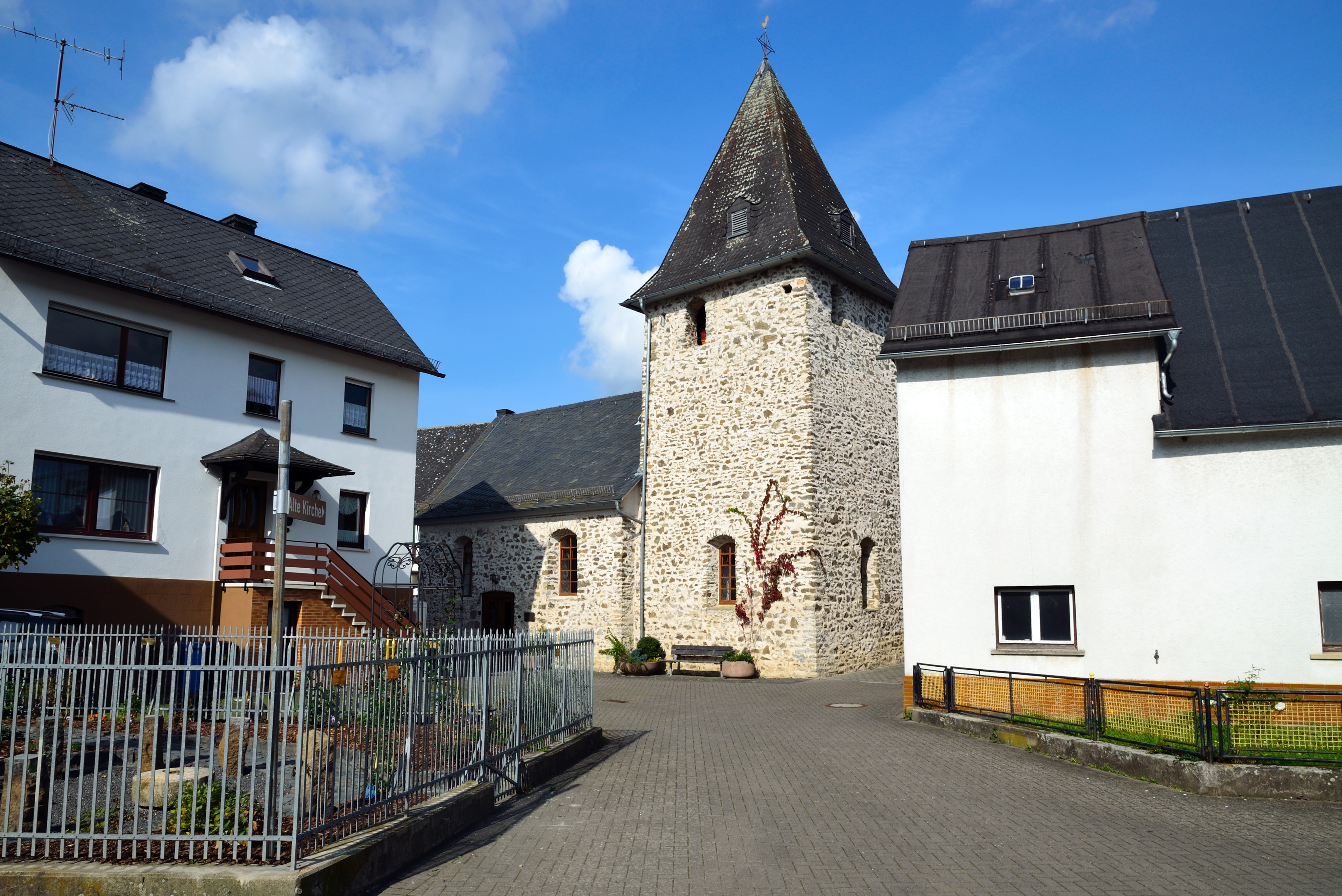
L'église protestante.

## Jumelage
- Méry-sur-Seine (France) depuis le 29 septembre 1974[1]